# 大阪市立千本小学校
大阪市立千本小学校（おおさかしりつ せんぼんしょうがっこう）は、大阪府大阪市西成区にある公立小学校。
学校名は、かつて校区西側に広がっていた松林が「千本松」と呼ばれていたことからとられた。2006年には大阪市教育委員会の「学校運動場の芝生化モデル事業」実施校に指定され、運動場の芝生化に取り組んでいる。

## 沿革
当時の西成郡玉出町（現在の西成区岸里・玉出・千本地区）は大正時代、大阪市に連なる住宅地として人口が急増した。これに伴い地域の児童数も増加し、学校増設の必要に迫られた。
地域の児童数増加を背景に、玉出町で3番目の小学校・西成郡玉出第三尋常高等小学校が開校することになった。玉出第三小学校は1920年9月1日、西成郡玉出町821番地（現在地）に創立した。開校の際、従来の玉出尋常高等小学校（現在の大阪市立玉出小学校）にあった高等科を玉出第三小学校に移管し、尋常科と高等科を併設する小学校として開校した。
1934年9月21日の室戸台風では木造校舎が倒壊し、児童の死亡者9人・重軽傷者84人、職員の重傷者3人という大きな被害を受けた。この被害は、西成区内の小学校では最悪の被害となった。室戸台風では大阪市全域で小学校木造校舎の被害が甚大だったため、復旧の際には鉄筋コンクリート校舎での復旧を進めた。これに伴い玉出第三小学校でも鉄筋コンクリート校舎が導入されている。
1941年には国民学校令により大阪市千本国民学校に改称した。国民学校への改称の際、大阪市では創立順の番号で命名されていた学校名についてはこれを廃止し、学校所在地の地名などを取り入れた校名へと変更する方針が出された。この際に西成区内の学校でも「旧町村名（玉出・今宮・津守）＋創立順の番号」方式で命名されていた小学校名が一斉に変更された。玉出第三尋常高等小学校は千本国民学校へと校名変更した。校名は校区西側の千本松からとられ、同校校区も千本とよばれるようになった。
1943年には大阪市内の国民学校高等科について1行政区あたり1-2校の高等科単独国民学校に集約する方針をとったことに伴い、高等科を新設の高等科単独国民学校・大阪市西粉浜国民学校に移管し、千本校は初等科単独となった。西成区南部（旧玉出町地域および粉浜）については、当時千本国民学校と東粉浜国民学校（現在の大阪市立東粉浜小学校）に設置されていた高等科を統合し、粉浜に校地を求めて西粉浜国民学校を新設した。なお西粉浜国民学校は1947年の学制改革で廃校となり、跡地は大阪市立住吉第一中学校として転用されている。
太平洋戦争の戦局悪化により、1944年より学童集団疎開が実施されることになった。大阪市では各行政区ごとに疎開先の地域が割り当てられ、西成区の小学校には和歌山県および大阪府南部が疎開先として指定された。千本国民学校では1944年9月9日より、3年生以上の児童を対象に 和歌山県海草郡巽村・亀川村（以上、現在の海南市）、安原村（現在の和歌山市）への疎開を実施した。集団疎開は終戦後の1945年10月19日まで続いた。
1945年3月13日-翌14日未明の第一次大阪大空襲、および同年6月15日の第四次大阪大空襲の2度にわたって校舎に被害を受け、それぞれ木造校舎が全焼している。
1947年の学制改革により、大阪市立千本小学校へと改称した。

### 年表
- 1920年9月1日 - 西成郡玉出第三尋常高等小学校として、現在地に開校。
- 1925年4月1日 - 玉出町が大阪市に編入。大阪市玉出第三尋常小学校に改称。
- 1934年9月21日 - 室戸台風で被災し、校舎が倒壊。
- 1941年4月1日 - 国民学校令により、大阪市千本国民学校に改称。
- 1943年 - 高等科を大阪市西粉浜国民学校に移管。
- 1944年9月 - 和歌山県へ学童集団疎開。
- 1945年 - 大阪大空襲により校舎被災。
- 1947年 - 学制改革により、大阪市立千本小学校に改称。
- 1977年2月5日 - 学校給食優良校として表彰を受ける。
- 1989年 - 大阪市教育委員会から、理科の研究校に指定される（1990年度までの2年間）。
- 2006年 - 「学校運動場の芝生化モデル事業」実施校に指定される。

## 通学区域
- 大阪市西成区 千本北1丁目（一部を除く）、千本北2丁目（一部を除く）、千本中1丁目（西半分）、千本中2丁目（全域）、千本南1丁目（西半分）、千本南2丁目（全域）、玉出西1丁目（一部）、橘3丁目（一部）。

卒業生の進学先は大阪市立成南中学校（ただし玉出西については大阪市立玉出中学校との調整区域となる）。

## 交通
- Osaka Metro四つ橋線 岸里駅 南西へ約600m。
- 南海本線・高野線 岸里玉出駅 岸里口から北西へ約800m。